# Paiola

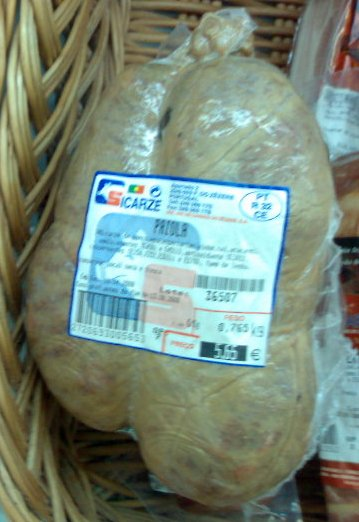
Paiola

Paiola é um enchido típico de Portugal. É confeccionado com carne de suíno sem gordura, podendo esta ser da pá, do cachaço ou da perna.
A carne é cortada em pedaços grandes e depois condimentada com sal, alho, vinho tinto, antes de maturar durante cerca de 48 horas. Após esse período, é novamente temperada com vinho tinto, pimentão doce, massa de pimentão e louro. Em seguida, é feito com esta carne temperada o enchimento do ceco do porco, que é o invólucro utilizado neste enchido. Repousa durante 24 horas, antes de passar às fases de fumeiro. Passa por três fases de fumeiro: apenas calor, fumo com lenha de azevinho e secagem com temperatura e humidade controladas.
Apresenta uma forma ovalada ou arredondada, de aspecto irregular e coloração castanha avermelhada. O comprimento varia entre os 10 e os 20 cm, podendo o diâmetro também variar entre os 30 e os 40 cm. Apresenta pesos entre os 500 g e 1 kg. O recheio apresenta-se sob a forma de uma massa ligada uniformemente, sendo o seu sabor intenso a vinho, massa de pimentão e alho.
A paiola deve ser armazenada em local fresco e seco, podendo ser consumida crua. Deve ser cortada em rodelas finas, podendo ser consumida simples como aperitivo ou com pão.